# Helmut Kremers
Pour les articles homonymes, voir Kremers.
Helmut Kremers est un footballeur allemand né le 24 mars 1949 à Mönchengladbach. Il évoluait au poste de défenseur.

## Carrière
- 1967-1969 : Borussia Mönchengladbach  Allemagne
- 1969-1971 : Kickers Offenbach  Allemagne
- 1971-1980 : Schalke 04  Allemagne
- 1980-1981 : Rot-Weiss Essen  Allemagne
- 1981 : Calgary Boomers  Canada[2]

## Palmarès
- 8 sélections et 0 but en équipe d'Allemagne entre 1973 et 1975
- Vainqueur de la Coupe du monde 1974 avec l'Allemagne
- Vainqueur de la Coupe d'Allemagne en 1970 avec le Kickers Offenbach puis en 1972 avec Schalke